# 2027 Shen Guo
2027 Shen Guo este un asteroid din centura principală, descoperit pe 9 noiembrie 1964 de Observatorul Zijinshan.